# Pallipalayam Agraharam
Pallipalayam Agraharam es una ciudad censal situada en el distrito de Namakkal en el estado de Tamil Nadu (India). Su población es de 16479 habitantes (2011). Se encuentra a 53 km de Namakkal y a 59 km de Salem.

## Demografía
Según el censo de 2011 la población de Pallipalayam Agraharam era de 16479 habitantes, de los cuales 8436 eran hombres y 8043 eran mujeres. Pallipalayam Agraharam tiene una tasa media de alfabetización del 72,65%, inferior a la media estatal del 80,09%: la alfabetización masculina es del 80,39%, y la alfabetización femenina del 64,54%.